# Bad Hönningen
Bad Hönningen ist eine Stadt und ein Heilbad im Landkreis Neuwied in Rheinland-Pfalz, am rechten Ufer des Mittelrheins gelegen. Sie ist Verwaltungssitz der gleichnamigen Verbandsgemeinde, der sie auch angehört. Bad Hönningen ist gemäß Landesplanung als Grundzentrum ausgewiesen.

## Geographie

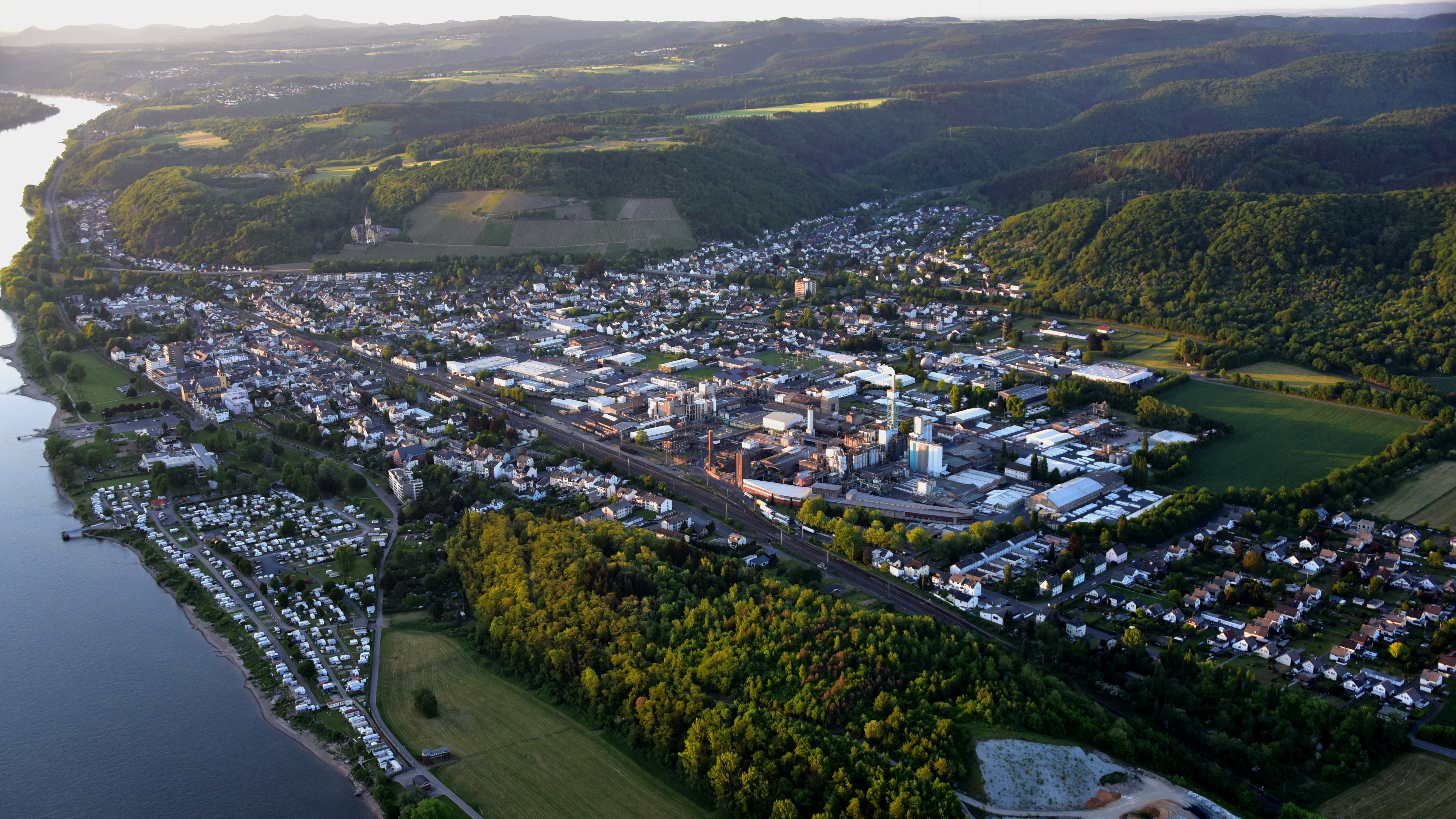
Bad Hönningen, Luftaufnahme (2018)

### Lage

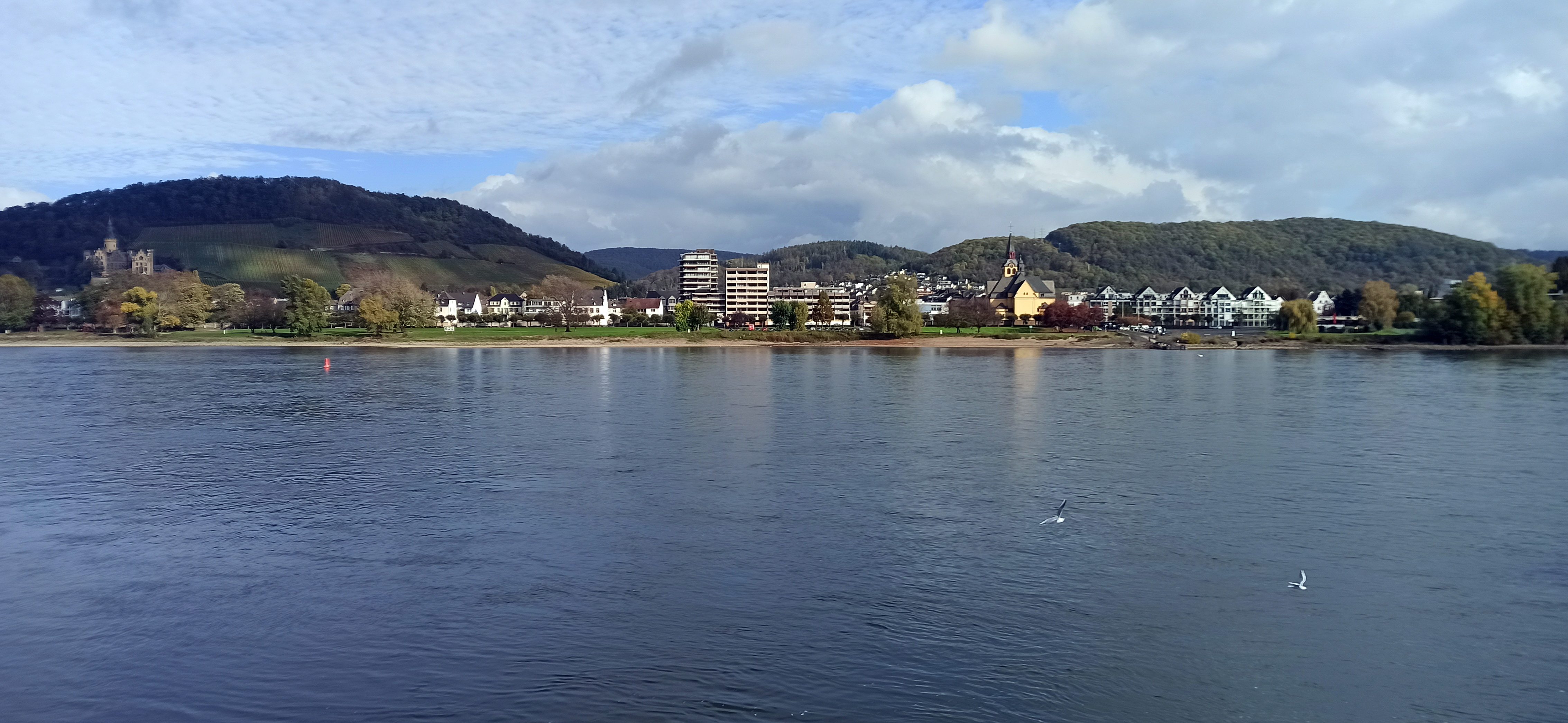
Bad Hönningen vom gegenüberliegenden Rheinufer (2022)

Der Bade- und Weinort liegt rechtsrheinisch zwischen Koblenz im Süden und Bonn im Norden im Naturpark Rhein-Westerwald. Die Kreisstadt Neuwied liegt rund 10 Kilometer südöstlich von Bad Hönningen. Die Uferpromenade entlang des Rheins ist 1,5 Kilometer lang, der Stadtwald bietet 60 Kilometer Wanderwege. Der Hönninger Schlossberg ist mit neun Hektar der größte zusammenhängende Weinberg am Mittelrhein.

### Stadtgliederung
Zu Bad Hönningen gehören noch die Stadtteile Ariendorf, Girgenrath und Reidenbruch.

## Geschichte

### Römerzeit
Beim Bau von Gebäuden wurden im 19. und 20. Jahrhundert Relikte aus der Römerzeit und aus der Frankenzeit gefunden. Die heutige Stadt Bad Hönningen lag nördlich, in unmittelbarer Nähe des Limes. Aufgrund der Funde aus der Römerzeit kann davon ausgegangen werden, dass hier bereits vor rund 1.800 Jahren gesiedelt wurde.

### Mittelalter und frühe Neuzeit

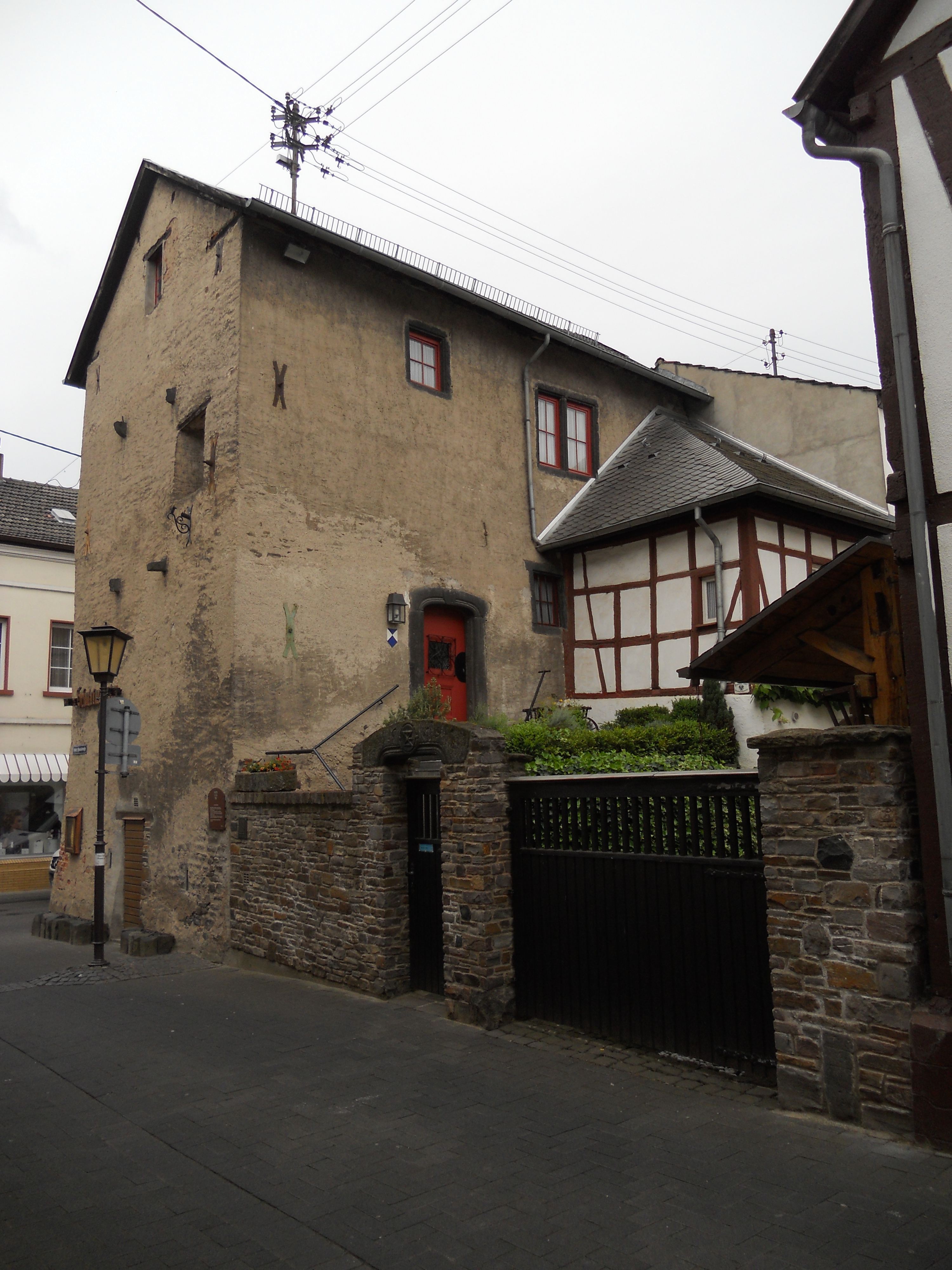
Das Hohe Haus. Rückseite mit Anbau

In einer Schenkungsurkunde von Kaiser Heinrich II. und seiner Gemahlin Kunigunde an das Bamberger Domkapitel wurde Hönningen erstmals im Jahr 1019 als Besitztum „Hohingen im Ingerisgowe“ (Engersgau) urkundlich erwähnt. Bis Anfang des 15. Jahrhunderts wurde dieses Besitztum „St. Georgenhof“, nach anderen Quellen „sand (Sankt) Jürgenhoff“, genannt. Dieser Hof stand an der Stelle, an der später das „Hohe Haus“ errichtet wurde. Im Jahre 1422 (nach anderen Quellen 1424) verkaufte das Bamberger Domkapitel diesen Besitz an Erzbischof Otto von Trier für 1500 Gulden. Ein zweites Hofgut zu „Hoinga“ schenkte 1041 die Witwe Gerbrich, eine Schwester des Gaugrafen Otto von Hammerstein, dem Trierer Erzbischof Poppo. Dieser schenkte es dem damals neu gegründeten St. Simeonsstift in Trier.
Der Ortsname geht auf den althochdeutschen Personennamen Hoho mit -ing-Suffix zurück und bedeutet ‚Siedlung des Hoho‘.
1204 wurde erstmals die „Pfarrei Hönningen“ genannt, die eine gemeinsame Gründung des Hochstifts Bamberg und des Trierer Simeonsstifts war. Bereits vorher, 1135, war es zwischen Bamberg und Trier zu Streitigkeiten über die Verteilung des Zehnten gekommen. Papst Hadrian IV. bestätigte 1155 dem Simeonsstift den Zehnten zu „Hoinga“. Die Pfarrei Hönningen erstreckte sich am Rhein vom Bach in Ariendorf im Norden bis zum früheren Verlauf des Limes an der Grenze nach Rheinbrohl. Auf den ersten Höhen des Westerwaldes gehörten zur Pfarrei der Hof Reidenbruch und jenseits der Wasserscheide zur Wied hin der Hof Girgenrath. Bis auf eine geringfügige Grenzkorrektur im 20. Jahrhundert entspricht der Pfarrbezirk dem heutigen Stadtgebiet von Bad Hönningen.
Im Jahre 1209 wurde der heute noch zum Teil existierende Mönchshof gebaut.
Der Trierer Kurfürst und Erzbischof Raban von Helmstatt ließ um das Jahr 1438 das „Hohe Haus“ errichten. Hönningen gehörte zu der Zeit zur Herrschaft Arenfels.

#### Schloss Arenfels

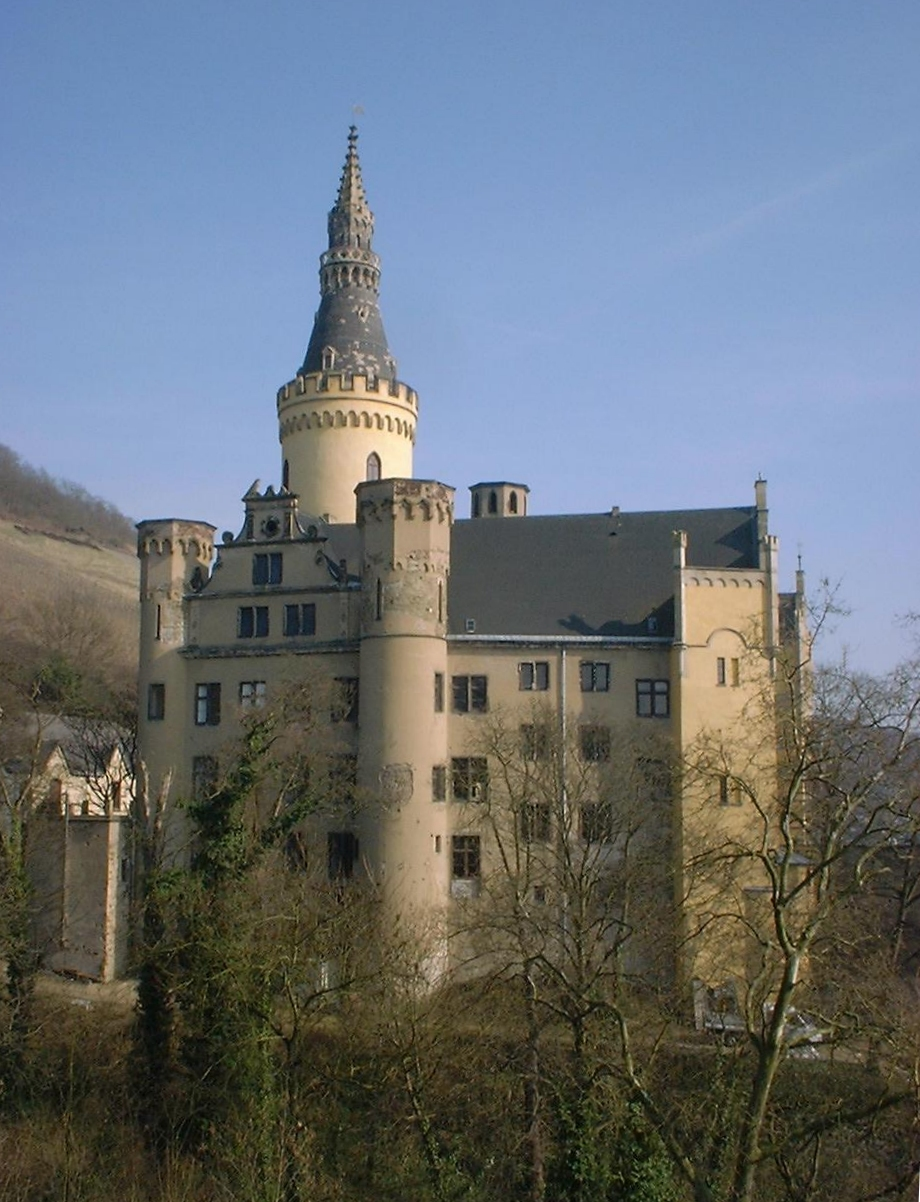
Schloss Arenfels
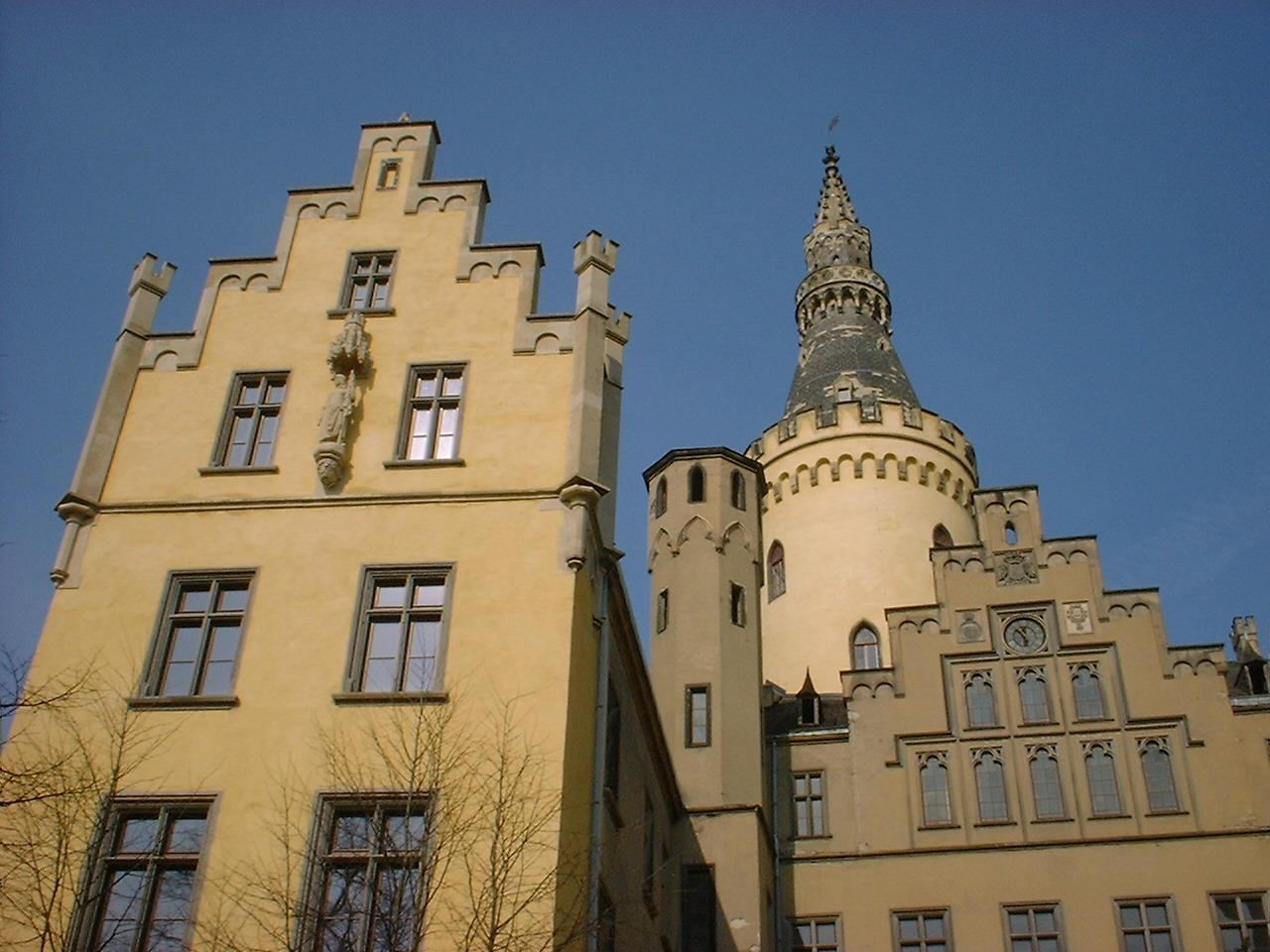
Detail

Das heutige Schloss Arenfels geht auf die in den Jahren 1258 und 1259 (Westflügel und Bergfried) durch Gerlach von Isenburg erbaute Burg zurück. 1670 ging das Lehen Arenfels mit allen Besitztümern und Rechten auf das Haus von der Leyen über. 1848 erwarb Reichsgraf Ludolf Friedrich von Westerholt das Schloss und ließ es durch den Kölner Dombaumeister Ernst Friedrich Zwirner neugotisch umbauen.
Heute ist es im Besitz von Antonius Freiherr Geyr von Schweppenburg. Es wird als Hotel genutzt und kann als Eventlocation gemietet werden.

### Neuzeit
Während der Reformation blieb Hönningen im Gegensatz zu seinen Nachbargemeinden katholisch. Im Dreißigjährigen Krieg brannte die Ortschaft im Jahr 1632 bis auf zwölf Häuser ab. Hönningen wurde von schwedischen Truppen eingenommen und war wiederholt von Einquartierungen und Seuchen betroffen. Mit der Säkularisation von 1803 endete die Grundherrschaft des Kurbistums Trier und Hönningen ging vorübergehend an Nassau über, bevor es 1815 an Preußen gelangte. 1844 erfolgte der Anschluss ans Post- und 1870 ans Eisenbahnnetz.
Der Erste Weltkrieg forderte in Hönningen 97 Tote und hatte bis 1920 eine Besatzung durch US-amerikanische Truppen zur Folge. In den 1920er-Jahren wurde der Ort wiederholt von zerstörerischen Rheinhochwassern betroffen (1920, 1924 und 1926). 1935 gefasste Ratsbeschlüsse hatten das Ziel, den jüdischen Bevölkerungsteil vom sozialen und ökonomischen Leben des Ortes auszuschließen. 1941 schließlich erfolgte die Deportation der jüdischen Bürger. Während des Zweiten Weltkrieges fielen insgesamt 110 Hönninger an den verschiedenen Fronten. In der Endphase des Zweiten Weltkrieges kam es wiederholt zu alliierten Bombenangriffen.

#### Entwicklung zur Kur- und Badestadt
Im Jahr 1894 wurde die erste Kohlensäurequelle erbohrt. Weitere Quellen folgten, und im Jahre 1895 wurde das erste Badehaus erbaut. 1950 erhielt die Gemeinde von der Landesregierung Rheinland-Pfalz den Titel „Bad“. Am 12. Juli 1969 erhielt Bad Hönningen die Stadtrechte.

#### Artus Mineralbrunnen
Der Artus Mineralbrunnen GmbH war ein Unternehmen, das aus den 1896/97 gegründeten Firmen Hubertus Sprudel und Arienheller Kohlensäurewerk entstand. Die Quellen wurden 1894 von dem Breisiger Bürger Peter Lang erbohrt. Die Hubertusquelle hat eine Tiefe von 294, die Arienheller Quelle eine Tiefe von 380 Metern.
Anfang der 1970er-Jahre übernahm die Firma auch den Brunnen in Bornheim-Roisdorf. Dort soll bereits seit Römerzeit Mineralwasser gefördert worden sein. Seit 2002 befand sich Artus im Insolvenzverfahren. Das Unternehmen wurde am 31. Mai 2008 geschlossen.

#### Einwohnerstatistik
Die Entwicklung der Einwohnerzahl von Bad Hönningen, die Werte von 1871 bis 1987 beruhen auf Volkszählungen:
| Jahr | Einwohner |
| ---- | --------- |
| 1682 | 868       |
| 1752 | 1.141     |
| 1782 | 1.398     |
| 1815 | 1.336     |
| 1835 | 1.507     |
| 1871 | 1.794     |

| Jahr | Einwohner |
| ---- | --------- |
| 1905 | 3.080     |
| 1939 | 4.312     |
| 1950 | 4.902     |
| 1961 | 5.671     |
| 1970 | 5.732     |
| 1987 | 5.454     |

| Jahr | Einwohner |
| ---- | --------- |
| 2005 | 5.733     |
| 2011 | 5.785     |
| 2017 | 5.896     |
| 2022 | 6.133     |

#### Konfessionsstatistik
Mit Stand 30. Juni 2005 waren von den Einwohnern 62,4 % römisch-katholisch, 13,6 % evangelisch und 24,0 % waren konfessionslos oder gehörten einer anderen Glaubensgemeinschaft an. Die Anteile der Protestanten und Katholiken an der Gesamtbevölkerung sind seitdem beträchtlich gesunken. Ende Januar 2025 waren 39,0 % der Einwohner katholisch und 10,5 % evangelisch. 50,6 % gehörten entweder einer anderen Glaubensgemeinschaft an oder waren konfessionslos.

## Politik
- Grüne: 2
- SPD: 7
- CDU: 10
- FW: 3

### Stadtrat
Der Stadtrat in Bad Hönningen besteht aus 22 Ratsmitgliedern, die bei der Kommunalwahl am 9. Juni 2024 in einer personalisierten Verhältniswahl gewählt wurden, und dem ehrenamtlichen Stadtbürgermeister als Vorsitzendem.
Die Sitzverteilung im Stadtrat:
| Wahl | SPD | CDU | Grüne | FW | WGR | Gesamt   |
| ---- | --- | --- | ----- | -- | --- | -------- |
| 2024 | 7   | 10  | 2     | 3  | –   | 22 Sitze |
| 2019 | 10  | 9   | 3     | –  | –   | 22 Sitze |
| 2014 | 10  | 10  | 2     | –  | –   | 22 Sitze |
| 2009 | 12  | 8   | –     | –  | 2   | 22 Sitze |
| 2004 | 11  | 9   | –     | –  | 2   | 22 Sitze |
| 1999 | 12  | 9   | –     | –  | 1   | 22 Sitze |

### Stadtbürgermeister
René Achten (CDU) wurde am 3. Juli 2024 Stadtbürgermeister von Bad Hönningen. Bei der Direktwahl am 9. Juni 2024 hatte er sich mit 66,7 % der Stimmen gegen seinen Vorgänger durchgesetzt.
Achtens Vorgänger Reiner W. Schmitz (SPD) hatte das Amt am 31. Oktober 2020 übernommen. Bei der Direktwahl am 25. Oktober 2020 war er mit einem Stimmenanteil von 62,7 % gewählt worden. Die Wahlbeteiligung lag bei 61,2 %.
Guido Job war seit 1997 Stadtbürgermeister, zuletzt wurde er im Mai 2014 im Amt bestätigt. Am 26. Mai 2019 wurde Ulrich Elberskirch (parteilos) mit 52,06 % zu seinem Nachfolger gewählt. Dieser trat jedoch im Sommer 2020 aus gesundheitlichen Gründen zurück, die Amtsgeschäfte wurden seitdem kommissarisch durch die 1. Beigeordnete Diana Göttes ausgeübt.

### Wappen
| Wappen von Bad Hönningen | Blasonierung: „In Silber zwei rote Balken, bedeckt von einer geschwungenen und berankten grünen Weinrebe mit zwei grünen Blättern und zwei blauen Trauben.“ |
| Wappen von Bad Hönningen | Wappenbegründung: Die beiden Balken, das Stammwappen der Edelherren von der niederen Grafschaft Isenburg, verweisen darauf, dass Hönningen seit dem 11. Jahrhundert isenburgische Vogtei und nachmals bis 1664 Hauptort der Herrschaft Isenburg-Arenfels war. Die Burgunderrebe bezieht sich auf den althergebrachten Hönninger Rotweinanbau. Das Wappen in dieser Form – Schild jedoch spitzförmig – erscheint schon im Hönninger Schöffensiegel von 1346. |

### Städtepartnerschaften
Die Städtepartnerschaft zwischen Bad Hönningen und Saint-Pierre-lès-Nemours in Frankreich wurde im Jahre 1980 begründet.

## Kultur und Sehenswürdigkeiten

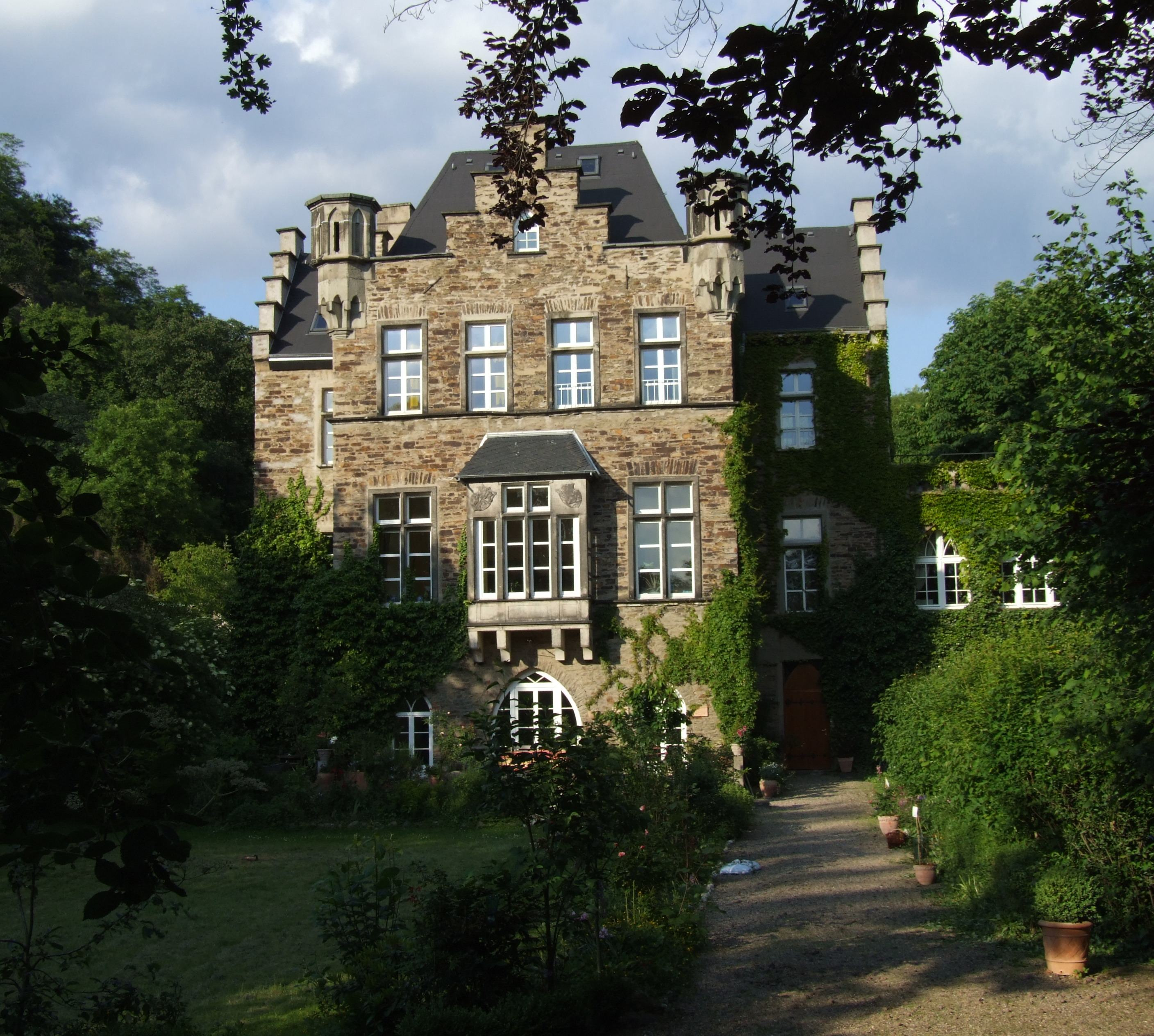
Burg Ariendorf
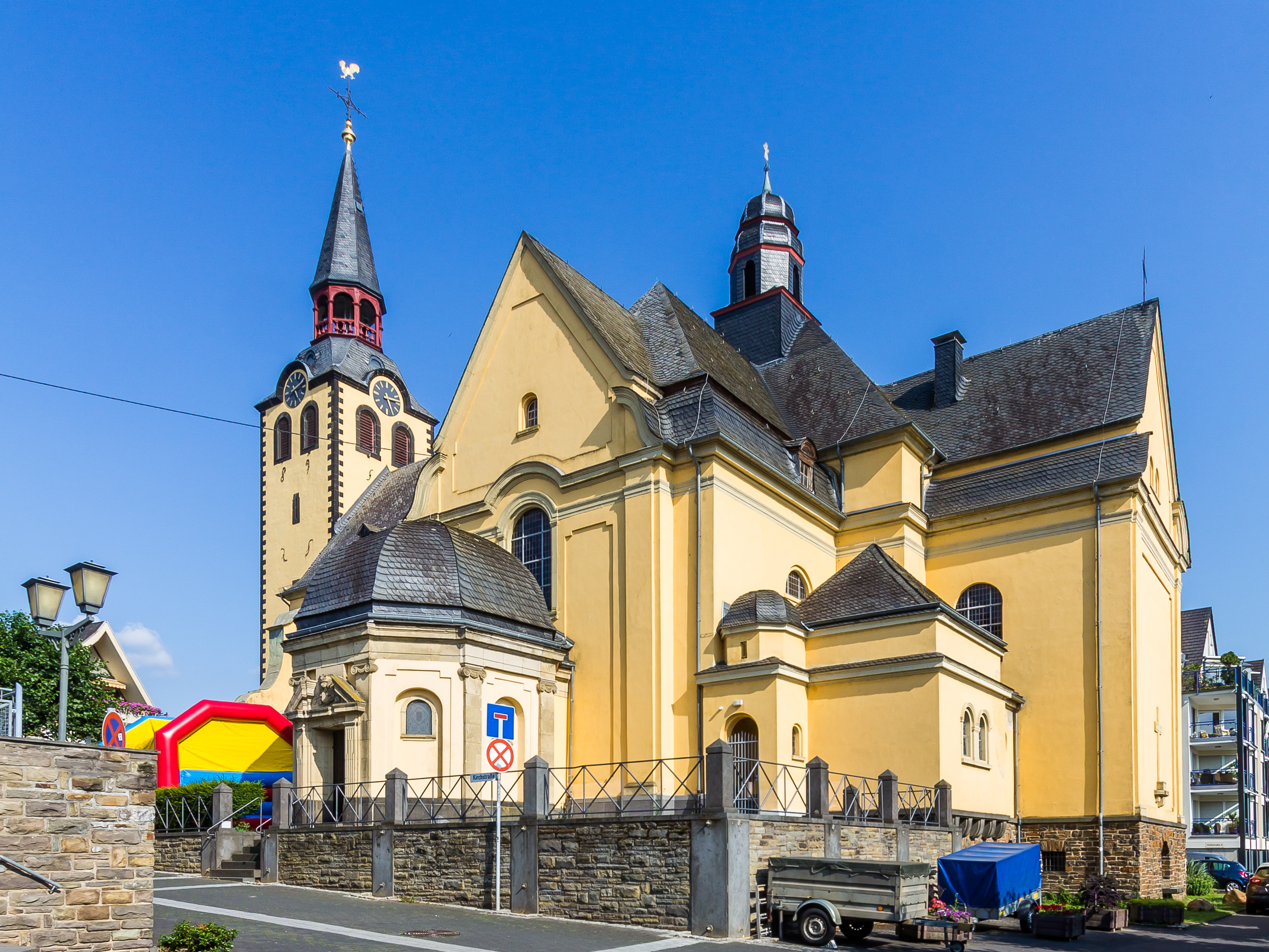
St. Peter und Paul
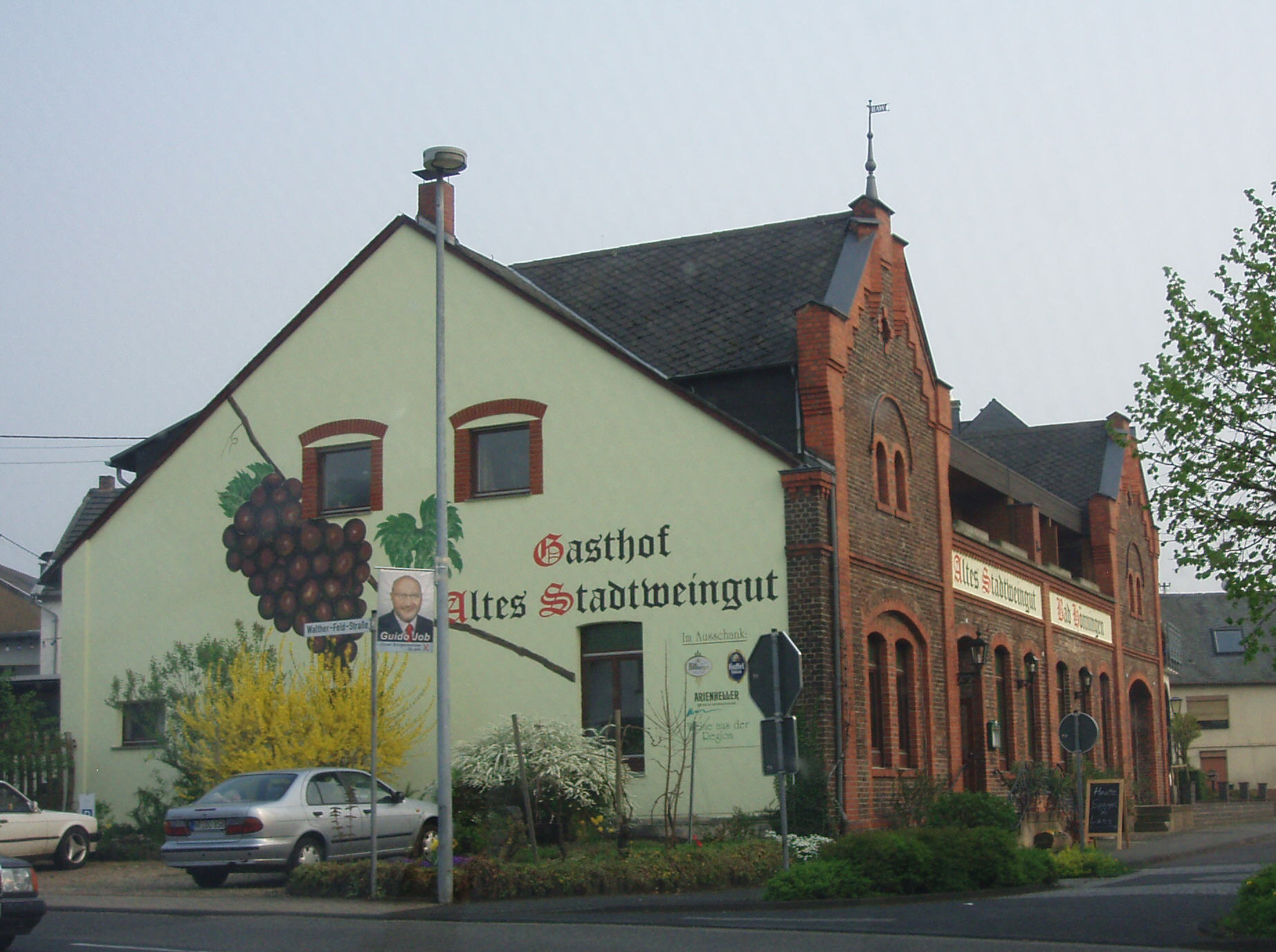
Altes Stadtweingut
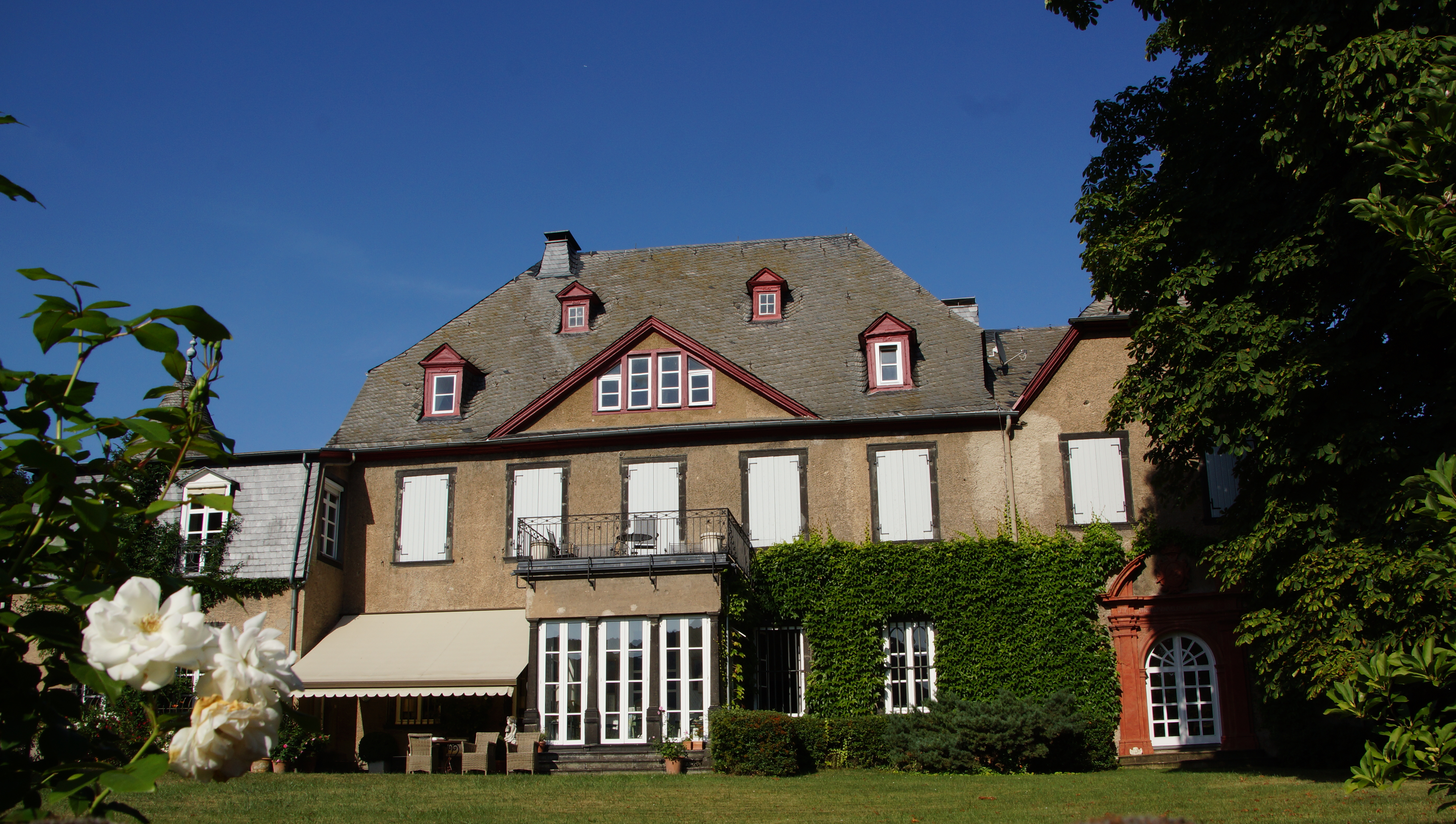
Tempelhof
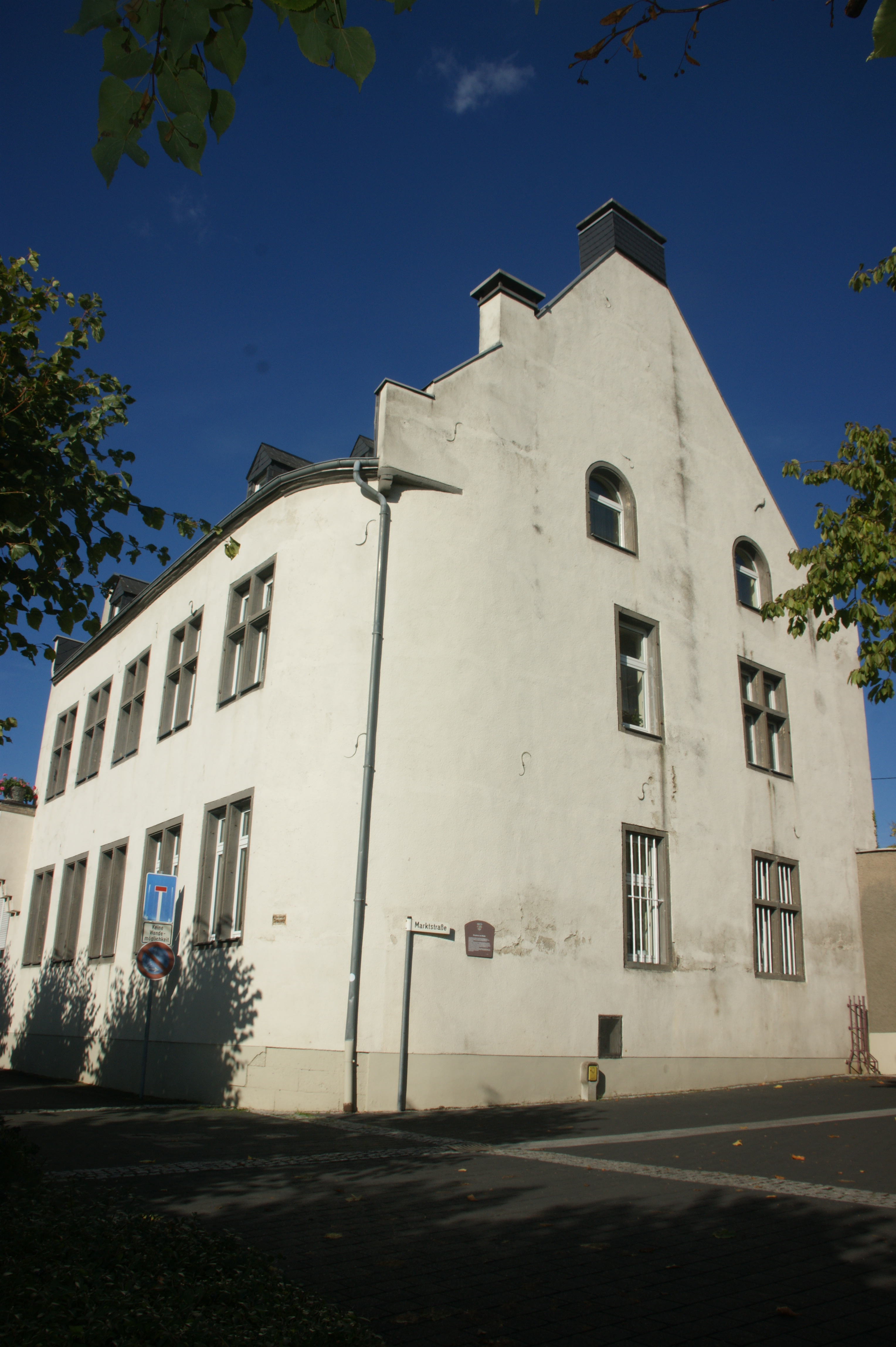
Burghaus

### Bauwerke
- Schloss Arenfels: 1849–1855 vom Kölner Dombaumeister Ernst Friedrich Zwirner erbaut. Das Schloss entstand aus einer 1259 von Gerlach von Isenburg gebauten Burg Arenfels.
- Burg Ariendorf im Stadtteil Ariendorf: 1840 ließ Ludwig von Loch den neugotischen Bau vom Kölner Dombaumeister Zwirner errichten (an Stelle eines abgerissenen mittelalterlichen Hofhauses, welches 1706 durch den Trierer Kurfürsten Johann Hugo von Orsbeck vom Kloster Nivellen erworben wurde).
- Das „Hohe Haus“, ein spätgotischer Wohnturm aus einheimischem Bruchstein: 1438 durch den Trierer Erzbischof Raban von Helmstatt erbaut, 1617 unter dem Grafen Ernst von Isenburg Umbau und Einbau einer Spindeltreppe und der „Kölner Decke“, 1996 vom Heimatverein erworben, seit Mai 2000 Heimatmuseum. Laut einiger Sagen soll es einen geheimen Tunnel vom oben genannten Schloss zum Hohen Haus gegeben haben.
- Tempelhof: 1225 im Besitz des Templerordens, 1317 vom Johanniterorden übernommen, nach der Säkularisation ab 1817 wechselnde Besitzer (Freiherr von Salis, Marquis von Villers, Freiherren Geyr von Schweppenburg).
- Burghaus am Rhein: Anfang des 17. Jahrhunderts im Renaissancestil vom kurkölnischen Vizekanzler Christoph von Wintzler erbaut, enthielt 1844 die erste Hönninger Poststation.
- Katholische Pfarrkirche St. Peter und Paul aus dem 18. Jahrhundert[24]
- Altes Stadtweingut (ehemals Wirtschaftsgebäude des 1888 gegründeten Winzervereins).
- Am Rhein, in unmittelbarer Nähe der Stadtgrenze, liegt der Beginn des Obergermanisch-Raetischen Limes, der von der Nachbargemeinde Rheinbrohl aus nach Regensburg verläuft und im 1. bis 3. Jahrhundert n. Chr. zum Schutz des Römischen Reiches gegen germanische Übergriffe errichtet wurde. Am 15. Juli 2005 wurde dieses Bodendenkmal durch die UNESCO zum Weltkulturerbe ernannt.

- „Geologischer Informationsweg des Rheinlaufes“: 17 große Steine von Gebirgen entlang des Rheinlaufes in den Rheinanlagen der Stadt.[25]

### Regelmäßige Veranstaltungen
- „SchlossLeuchten“ – Januar bis Februar im Schloss Arenfels. Veranstaltung, der der das gesamte Schlossgelände in bunten Lichtern erstrahlt und Lichtkunst ausgestellt wird.
- Karnevalsveranstaltungen (Biwak der Garden mit Prinzenproklamation, Große Prunksitzung, Kinder- und Jugendkarneval, Veilchendienstagszug usw.) der Hönninger Karnevalsgesellschaft 1891 e. V.
- „Matjes im Mai“ – Traditionelles Matjesfest in der Neustrasse von Bad Hönningen.
- „Mittelalterliches Pfingstspectaculum“ in den Rheinanlagen mit mittelalterlichem Markt und Ritterspielen.
- „Weinblütenfest“ – Anfang Juni auf dem Marktplatz, das jährlich erste Weinfest am Mittelrhein.
- „St.-Peter-und-Paul-Kirmes“ – Ende Juni mit festlichen Umzügen des Junggesellen-Vereins durch die Stadt.
- „Antik Trödelmarkt“ – Anfang Juli in den Rheinanlagen.
- „Tag des offenen Denkmals“ im Hohen Haus und im Schloss Arenfels; … am 2. Sonntag im September.
- „Federweißefest“ – Anfang November, frischer Federweißer und Zwiebelkuchen mit Live-Unterhaltung auf dem Alten Schulplatz.
- „Nostalgischer Weihnachtsmarkt“ – Anfang Dezember in der Innenstadt.
- „Romantischer Weihnachtsmarkt“ – Mitte November bis Ende Dezember auf Schloss Arenfels.

### Sport
Sportlich ist Bad Hönningen überregional hauptsächlich durch den Handballverein HSG Römerwall bekannt, dessen 1. Seniorenmannschaft 2001 die westdeutsche Meisterschaft errang und somit in den Profibereich durchbrach.

## Wirtschaft und Infrastruktur

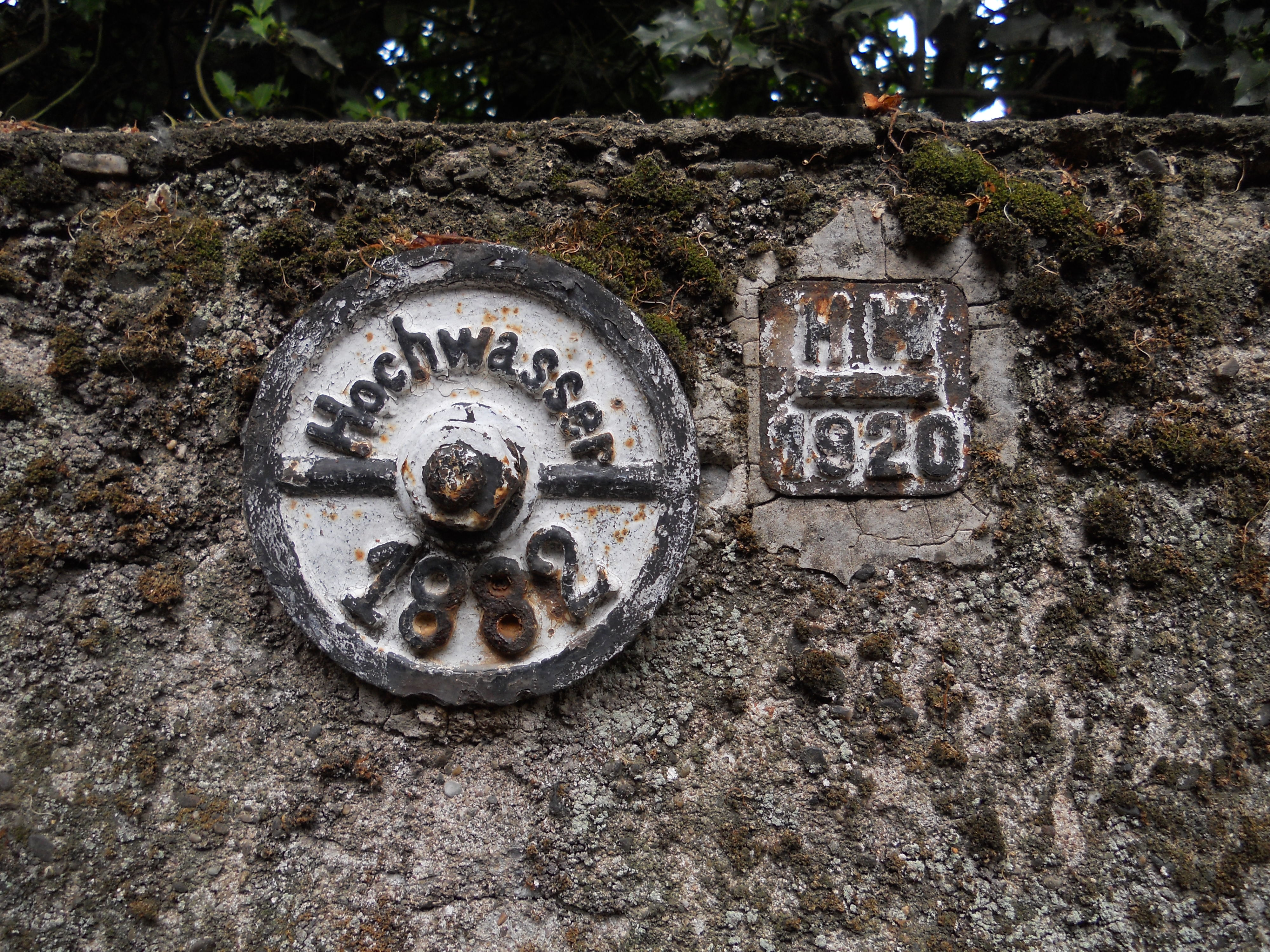
Hochwassermarkierungen entlang des Rheins

Ein zentraler Wirtschaftsfaktor in der Region ist der Tourismus. Trotz struktureller Veränderungen des klassischen Bäderwesens in den 1990er Jahren, verbunden mit weniger bewilligten kurorttherapeutischen Maßnahmen und rückläufigen Besucherzahlen bis 2005, erfährt der Gesundheitstourismus aufgrund des demographischen Wandels wieder zunehmende Bedeutung.

### Ansässige Unternehmen
- Kohlensäurewerk Deutschland, gegründet 1912
- Bad Hönninger Fruchtsäfte GmbH, seit 1912 im Familienbesitz
- Kandelium, früher Solvay GmbH, davor Kali-Chemie

### Verkehr

#### Straße

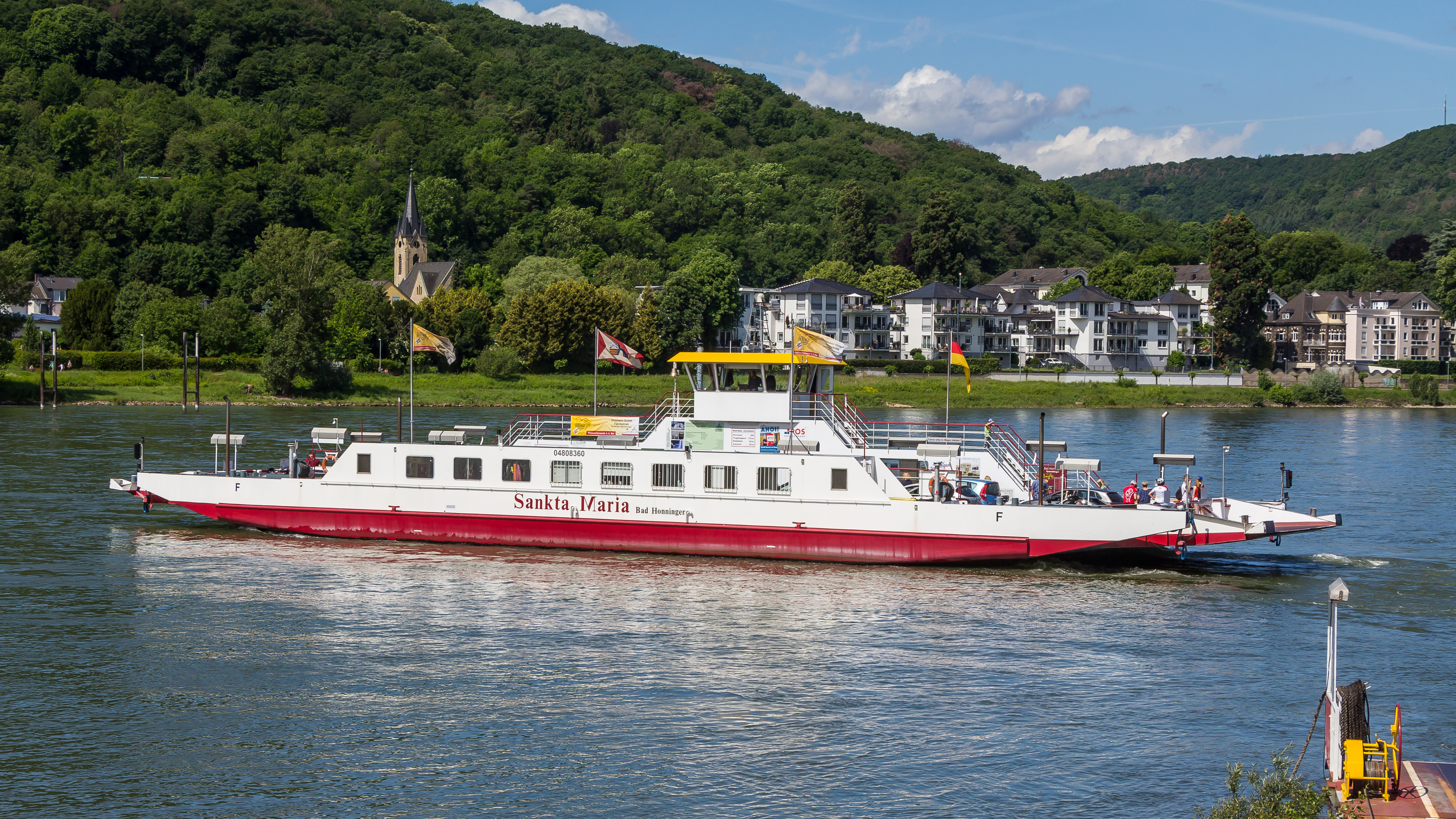
Autofähre Sankta Maria

Bad Hönningen liegt direkt an der B 42 und hat über diese Anschluss an die Autobahn A 48 (Abfahrt Bendorf (Nr. 11)) und A 59 (Autobahnkreuz Bonn-Ost (Nr. 42)). Die Landesstraße 257 verbindet Bad Hönningen direkt mit dem Wiedtal und dem Westerwald. Mit einer Autofähre an der Grenze zu Rheinbrohl ist die B 9 im linksrheinischen Bad Breisig zu erreichen. Eine Personenfähre verbindet Bad Hönningen mit Bad Breisig.
In Bad Hönningen beginnt die Deutsche Limes-Straße, welche nach 700 Kilometern in Regensburg an der Donau endet. Durch Bad Hönningen führt auch der Rheinische Sagenweg, welcher in Düsseldorf beginnt und in Mainz endet.

#### Schiene

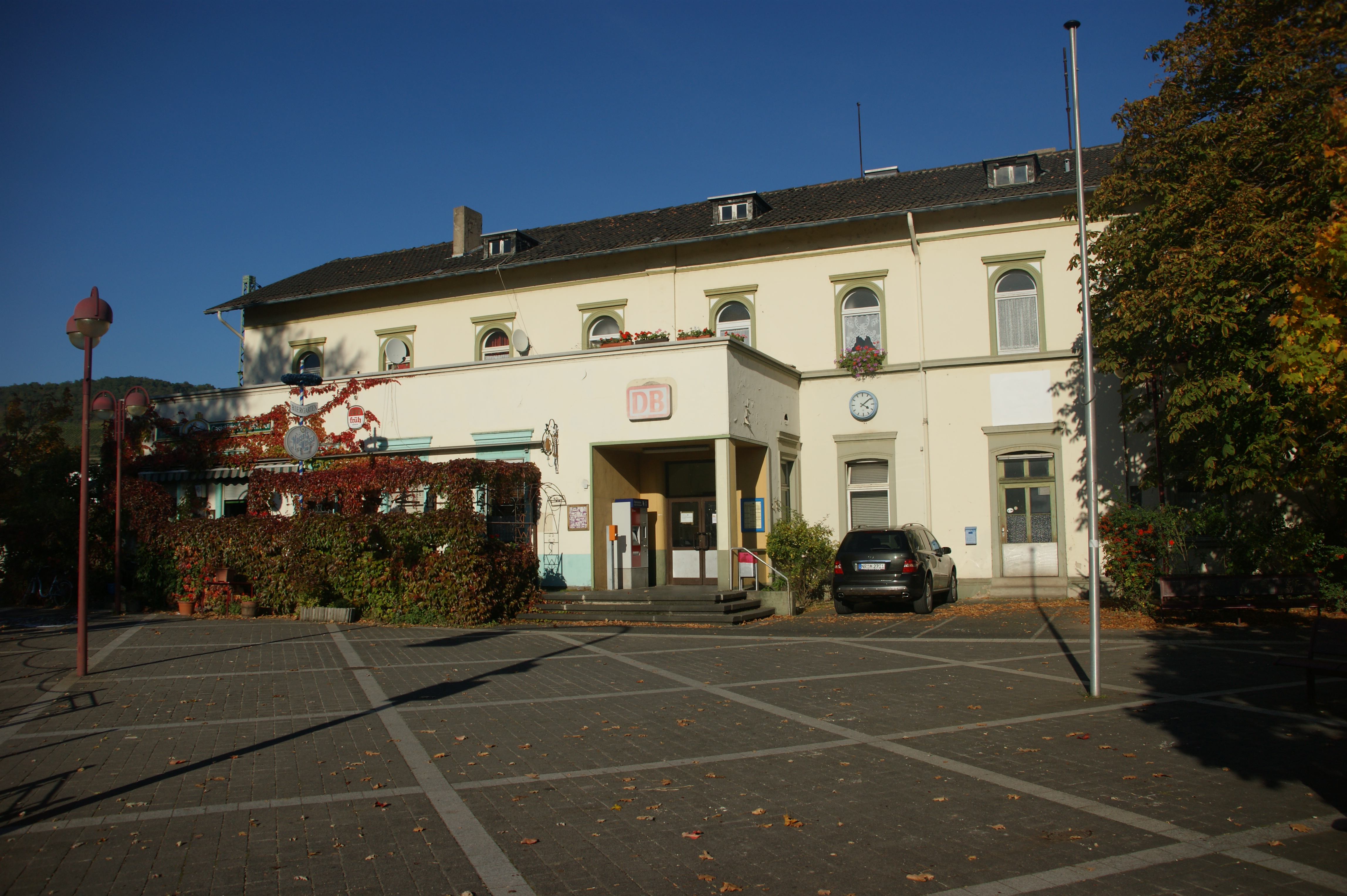
Bahnhof Bad Hönningen

Der Bahnhof Bad Hönningen liegt an der rechtsrheinischen Strecke Köln–Koblenz. 1960 erhielt er ein Drucktastenstellwerk. Der Bahnhof wird im Halbstunden-Takt abwechselnd von RE 8 und RB 27 angefahren. Die RB 27 bietet außerdem im Stundenrhythmus eine Direktverbindung zum Flughafen Köln/Bonn.
| Linie | Verlauf | Takt   |
| ----- | --- | ------ |
| RE 8  | Rhein-Erft-Express: (Mönchengladbach Hbf – Rheydt Hbf – Rheydt-Odenkirchen – Hochneukirch – Jüchen – Grevenbroich –)* Rommerskirchen – Stommeln – Pulheim – Köln-Ehrenfeld – Köln Hbf – Köln Messe/Deutz – Porz (Rhein) – Troisdorf – Friedrich-Wilhelms-Hütte – Menden (Rheinl) – Bonn-Beuel – Bonn-Oberkassel – Niederdollendorf – Königswinter – Rhöndorf – Bad Honnef (Rhein) – Unkel – Linz (Rhein) – Bad Hönningen – Rheinbrohl – Neuwied – Urmitz Rheinbrücke – Koblenz-Lützel – Koblenz Stadtmitte – Koblenz Hbf * nur werktags Stand: Fahrplanwechsel Dezember 2023                                | 60 min |
| RB 27 | Rhein-Erft-Bahn: Mönchengladbach Hbf – Rheydt Hbf – Rheydt-Odenkirchen – Hochneukirch – Jüchen – Grevenbroich – Rommerskirchen – Stommeln – Pulheim – Köln-Ehrenfeld – Köln Hbf – Köln Messe/Deutz – Köln/Bonn Flughafen – Troisdorf – Friedrich-Wilhelms-Hütte – Menden (Rheinl) – Bonn-Beuel – Bonn-Oberkassel – Niederdollendorf – Königswinter – Rhöndorf – Bad Honnef (Rhein) – Unkel – Erpel (Rhein) – Linz (Rhein) – Leubsdorf (Rhein) – Bad Hönningen – Rheinbrohl – Leutesdorf (Rhein) – Neuwied – Engers – Vallendar – Koblenz-Ehrenbreitstein – Koblenz Hbf Stand: Fahrplanwechsel Dezember 2023 | 60 min |

Da Bad Hönningen im Landkreis Neuwied liegt, gilt der Tarif im Verkehrsverbund Rhein-Mosel (VRM), der Tarif vom Verkehrsverbund Rhein-Sieg (VRS) gilt als Übergangstarif, sofern der Start/Zielbahnhof im VRS-Gebiet liegt.

#### Schifffahrt
Das am linken Rheinufer gelegene Bad Breisig ist mittels einer Personen- und Autofähre erreichbar, die zwischen dem frühen Morgen und dem späten Abend im Viertelstundentakt verkehrt. In den Sommermonaten wird Bad Hönningen auch von den Schiffen der „Weißen Flotte“ und der Köln-Düsseldorfer angefahren.

#### Rad- und Wanderwege
- Wanderwege
  - Der Rheinsteig von Bonn über Bad Hönningen, Koblenz (Festung Ehrenbreitstein) nach Wiesbaden
  - Der Rheinhöhenweg von Bonn-Beuel nach Wiesbaden (teilweise Streckengleich mit dem Rheinsteig)
  - Der Westerwaldsteig, der in Herborn (Lahn-Dill-Kreis) beginnt und in Bad Hönningen endet
  - Der Limeswanderweg Westerwald Taunus von Rheinbrohl nach Lindschied ist der nördlichste Abschnitt des bis nach Bad Gögging führenden, 734,7 km langen Deutschen Limes-Wanderwegs.

- Radwege
  - Der Rheinradweg, der vom Quellgebiet des Rheins in der Schweiz bis nach Rotterdam verläuft, passiert in der rechtsrheinischen Variante auch Bad Hönningen
  - Der Deutsche Limes-Radweg entlang der Deutschen Limes-Straße von Bad Hönningen nach Regensburg

## Bad Hönningen im Weltall
Im März 2021 hat der aus Bad Hönningen stammende Astrophysiker Werner Becker dem von ihm mit dem Röntgenteleskop eROSITA entdeckten Supernovaüberrest G249.5+24.5 den althochdeutschen Namen der Stadt, Hoinga gegeben. Bei dem Supernovaüberrest, der im Sternbild Wasserschlange hoch über der galaktischen Ebene bei den galaktischen Koordinaten l = 249.°5 und b = 24.°5 zu finden ist, handelt es sich um die Überreste eines vor ca. 10,000 bis 20,000 Jahren explodierten Sterns. Bis heute kennt man am gesamten Himmel nur etwa 300 dieser seltenen Objekte. Die Millionen Grad heißen Gasfetzen überdecken am Himmel eine riesige Fläche von etwa 90-Vollmondscheiben. Bei Hoinga handelt es sich um den größten Supernovaüberrest der bisher im Röntgenlicht entdeckt wurde. Diese Entdeckung fand weltweit Beachtung.

## Trivia
Wie die Landesregierung im Februar 2020 bestätigte, wurde Ende August 2019 eine Wölfin mit fünf Jungtieren von einer Wildkamera aufgenommen. Dies ist der erste bestätigte Wolfsnachwuchs in Rheinland-Pfalz nach der Wiederbesiedlung Deutschlands mit Wölfen.
Im Bad Hönninger Jazzclub spielte Bill Evans im Jahr 1980 das letzte Konzert in Europa vor seinem Tod.

## Persönlichkeiten

### In Bad Hönningen geboren
- August Schoop (1858–1932), Historiker
- Johann Anton Stradmann (1689–1753), Missionsbischof in Indien
- Karl-Heinz Thielen (* 1940 im Stadtteil Ariendorf), Fußball-Nationalspieler

### Mit Bad Hönningen verbunden
- Carl Wülfing (1812–1871), auch: Karl Philipp Otto Wülfing, Landschaftsmaler der Romantik, Leutnant in Köln-Deutz, geboren in Monzingen an der Nahe, lebte später in Bad Hönningen, vermutlich ab 1839, eines seiner Gemälde befindet sich im Sitzungssaal des Rathauses
- Willi Fischer (1920–1991), Politiker; 1958 bis 1963 Amtsbürgermeister in Bad Hönningen
- Hermann Ilaender (1933–2021), Politiker, Verwaltungsbeamter und Forst-Verbandsfunktionär, 1983 bis 1999 Bürgermeister der Verbandsgemeinde
- Heinz Schwarz (1928–2023), Politiker, früherer Innenminister des Landes Rheinland-Pfalz
- Werner Becker (* 1959), Astrophysiker und Wissenschaftler am Max-Planck Institut für extraterrestrische Physik und Professor für Astrophysik an der Ludwig-Maximilians Universität München
- Bernd Knopp (* 1965), Radiomoderator und Buchautor